# Niederbruck
Niederbruck je občina v departmaju Haut-Rhin francoske regije Alzacija.
Leta 1990 je v občini živelo 364 oseb oz. 96 oseb/km².